# Zeitschrift für Wirtschaft und Recht in Osteuropa
Die Zeitschrift für Wirtschaft und Recht in Osteuropa (WiRO) ist eine juristische Fachzeitschrift, in der wirtschaftsrechtliche Themen (Veranstaltungen, Chronik der Rechtsentwicklung) der mittel- und osteuropäischen (Russland, Ukraine, Polen, Tschechische Republik, Slowakische Republik, Ungarn, Rumänien, Litauen, Lettland, Estland, Bulgarien) und südosteuropäischen (Republik Kosovo, Albanien u. ä.) Länder sowie der Nachfolgestaaten der UdSSR behandelt werden. Der Schwerpunkt liegt auf Beiträgen zu Rechtsfragen in Wirtschaft, Recht, Verwaltung, Gesetzgebung sowie der Rechtsprechung.
Die WiRO erschien monatlich im Verlag C. H. Beck, München. Mit dem Erscheinen der Ausgabe 12/2022 wurde die Zeitschrift WiRO in ihrer bisherigen Form als gedruckte Veröffentlichung eingestellt. Das Institut für Ostrecht in Regensburg veröffentlicht jedoch weiterhin in eigenem Namen die WiRO als kostenlose rein elektronische Zeitschrift (Open Access).

## Redaktion
- Redaktion und Schriftleitung: Rechtsanwalt und Advokát Jan Sommerfeld (Prag/Regensburg)